# Charles Dionne
Charles Dionne es un ciclista canadiense nacido el 15 de marzo de 1979.
Debutó como profesional en el año 1999 con el equipo Shaklee-Degree Radio Energie.

## Palmarés
2002
- Gran Premio de San Francisco

2004
- 1 etapa del Tour de Wellington
- 1 etapa de la Redlands Classic
- Gran Premio de San Francisco

2005
- 1 etapa del Tour de Beauce
- 2.º en el Campeonato Panamericano en Ruta

2009
- 1 etapa del Tour de Beauce

## Equipos
- Shaklee - Degree Radio Energie (1999)[1]
- 7Up (2001-2001)
  - 7Up-Colorado Cyclist (2001)
  - 7Up-NutraFig (2002)
- Saturn Cycling Team (2003)
- Webcor (2004-2005)
  - Webcor Cycling Team (2004)
  - Webcor Builders Cycling Team (2005)
- Saunier Duval-Prodir (2006)
- Colavita-Sutter Home presented by Cooking Light (2007)
- Successfulliving.com presented by Parkpre (2008)
- Fly V Australia (2009-2010)